# 충현박물관
충현박물관(忠賢博物館)은 오리 이원익 후손이 건립한 종가박물관이다. 경기도 광명시 소하2동 1085-16에 위치하고 있으며, 2003년 10월에 개관하였다.
전시관(충현관)에는 이원익 관련 유물과 자료, 종가의 민속생활품 등이 전시되어 있으며, 야외에는 이원익 영정을 모신 사당인 오리영우(梧里影宇), 1630년 인조가 지어준 집인 관감당(觀感堂), 1676년 숙종이 편액을 내린 충현서원지(忠賢書院址), 그의 후손들이 살았던 종택(宗宅) 등 경기도 지정문화재가 잘 보존되어 있다.
또한, 관감당 뜰에는 최근 복원된 풍욕대(風浴坮), 삼상대(三相臺)와 선생이 거문고를 연주했던 탄금암(彈琴岩), 400년 수령의 측백나무 등이 남아 있다.

## 같이 보기
- 대한민국의 박물관과 미술관 목록